# Sărnița, Pazardjik
Sărnița (în bulgară Сърница) este un oraș în partea de sud-vest a Bulgariei. Aparține de  Obștina Velingrad, Regiunea Pazargik.

## Demografie
Componența etnică a orașului Sărnița
     Turci (4,41%)
     Bulgari (49,31%)
     Nicio identificare (37,83%)
     Altele (8,43%)
La recensământul din 2011, populația orașului Sărnița era de 3.579 locuitori. Nu există o etnie majoritară, locuitorii fiind bulgari (49,31%) și turci (4,41%). Pentru 37,83% din locuitori nu este cunoscută apartenența etnică.